# Distretto di Mbale
Il distretto di Mbale è un distretto dell'Uganda, situato nella Regione orientale.